# دورة فرنسا المفتوحة 1987
قائمة بطولات دورة رولان غاروس لعام 1987:

## الكبار

### فردي رجال
إيفان ليندل هزم  ماتس ويلندر, النتيجة:7-5, 6-2, 3-6, 7-6

### فردي سيدات
شتيفي غراف هزمت  مارتينا نافراتيلوفا, النتيجة:6-4, 4-6, 8-6

### زوجي رجال
أندرياس جارايد و روبرت سيجوسو هزما  جاي فورجيت و يانيك نواه, النتيجة:6-7, 6-7, 6-3, 6-4, 6-2

### زوجي سيدات
مارتينا نافراتيلوفا و بام شرايفر هزمتا  شتيفي غراف و غأبريلا ساباتايناي, النتيجة:6-2, 6-1

### زوجي مختلط
بام شرايفر و إيميليو سانشيز هزما  لوري ماكنايل و شيروود ستيوارت, النتيجة:6-3, 7-6(4)